# 1923 en philosophie
Chronologie de la philosophie
- 1919
- 1920
- 1921
- 1922
- 1923
- 1924
- 1925
- 1926
- 1927

L’année 1923 a été marquée, en philosophie, par les événements suivants :

## Publications
- Le Moi et le Ça (titre original en allemand : Das Ich und das Es), ouvrage de Sigmund Freud.
- Je et Tu (titre original en allemand : Ich und Du), ouvrage de Martin Buber.
- Philosophie der symbolischen Formen. Première partie : Die Sprache, ouvrage d'Ernst Cassirer.
- Propos sur l'esthétique, ouvrage d'Alain.

## Naissances
- 12 janvier : Alice Miller, docteur en philosophie et psychologie, dissidente de la psychanalyse, morte en 2010.
- 11 février : Antony Flew, philosophe analytique britannique, mort en 2010.
- 28 février : Anna-Teresa Tymieniecka, philosophe phénoménologue polonaise, naturalisée américaine, morte en 2014.
- 23 avril : François Roustang, philosophe français, mort en 2003.
- 5 mai : Richard Wollheim, philosophe analytique britannique, mort en 2010.
- 30 juillet : Olivier Revault d'Allonnes, philosophe et esthéticien français, mort en 2009.
- 19 novembre : Paul W. Taylor, philosophe américain, mort en 2015.
- 25 décembre : René Girard, anthropologue et philosophe français, mort en 2015..

## Décès
- 29 juin : Fritz Mauthner, écrivain et philosophe de langue allemande, né en 1849.